# 妙覚寺 (江戸川区)
妙覚寺（みょうかくじ）は、東京都江戸川区一之江六丁目にある日蓮宗の寺院である。山号は金嶋山。

## 概要

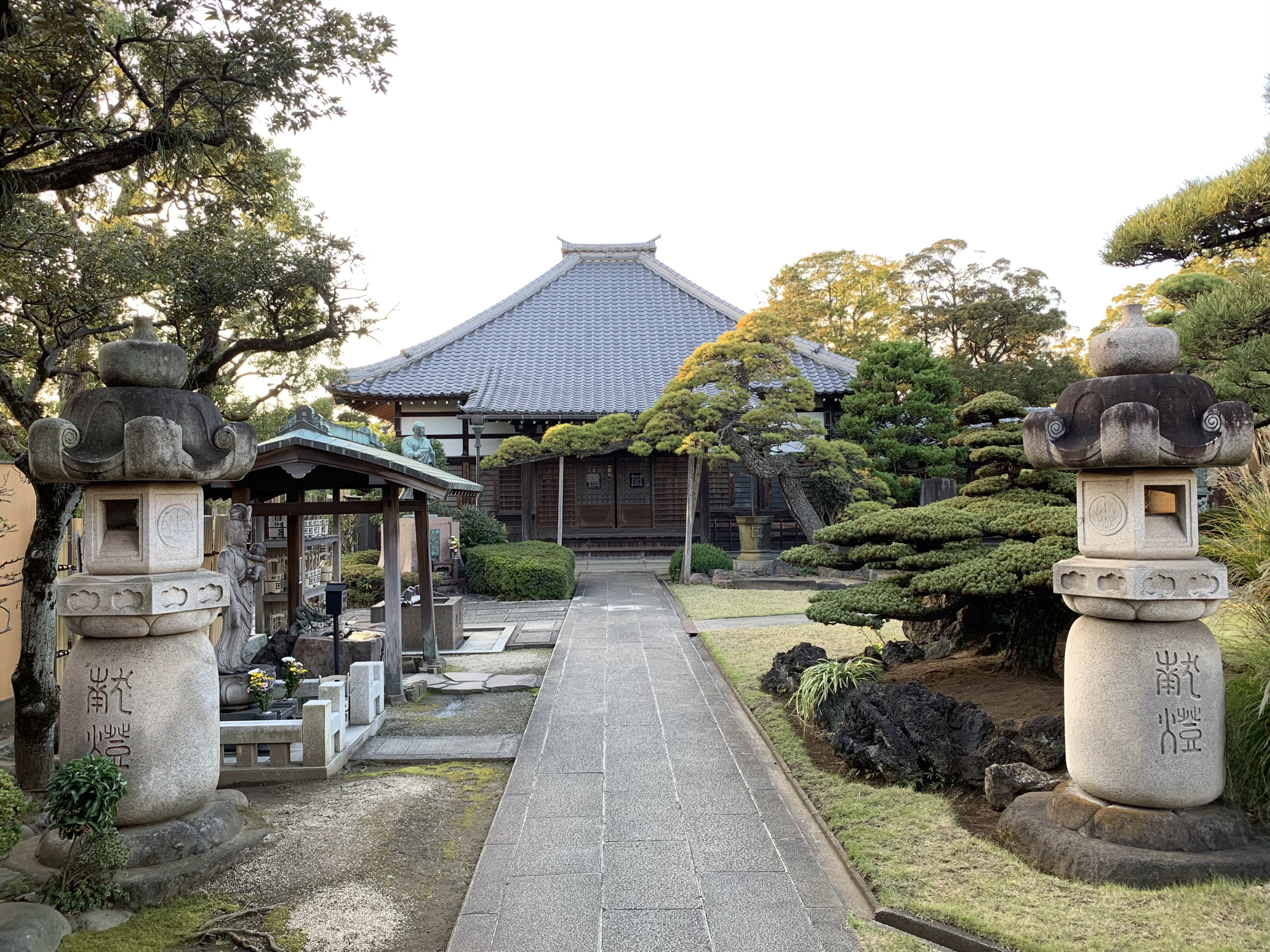
本殿

弘安7年（1284年）に等覚院阿闍梨日全が開山したため等覚院とも称す。江戸川区の地において最初に開かれた日蓮宗寺院である。旧本山は千葉県市川市中山にある日蓮宗の大本山・正中山法華経寺。開祖・日全は武将・千葉介頼胤の甥で、法華経寺2世・日高の弟子とも、3世・日祐の弟子ともされる。かつては寺中に梅林院、正運坊、千林坊などを擁した。六老僧の1人・日朗の作と記された日蓮木造座像を本堂内に安置する。寺宝として所蔵する二幅の紙本墨書大曼荼羅（日祐筆と日全筆）は江戸川区の登録有形文化財。境内には日蓮の銅像と妙見菩薩を祀った妙見堂がある。

## 開山・日全
弘安7年（1284年）5月に妙覚寺を開山した日全は等覚院と号し、鎌倉時代の武将・千葉介6祖・頼胤の甥して生まれ、少納言律師であった。日全は千葉県市川市中山にある大本山・正中山法華経寺から形成された流派・中山門流（日常門流）の僧で、法華経寺2世・日高の弟子とも、3世・日祐の弟子ともされる。法華経寺を開山した日常こと富木常忍は、日全の叔父・千葉介頼胤の家臣で、法華経寺3世・日祐は頼胤の孫・千葉胤貞の養子である。
法華経寺3世・日祐は日蓮宗の祖山とされる身延山久遠寺3世・日進と親交を深めたが、日全もまた日進に師事して抄物・相伝・口決を相承したという。この時代、中山法華経寺と身延山久遠寺は親密に交流を図っており、共に蔵書を書写し補充したと推測される。また日全は比叡山および仙波に遊学して天台学も学んだとされ、代表的な著書に正慶から康永3年（1344年）5月にかけて今島田唱行寺で述作したという「法華問答正義抄」22巻があり、中山法華経寺の宝庫に所蔵されている。日全は康永3年（1344年）5月25日に没した。生年、年齢は不明。

## 妙見堂
妙見堂は北斗七星を神格化した妙見菩薩を祀った堂で、妙見菩薩は尊星王、妙見尊星王、北辰菩薩とも称され、国土を守って災難を除き、寿命を延ばす福徳があるとされる。妙見信仰は日本では平安時代以来、京都幾内に多かったが、中世では武家の守護神として千葉氏、大内氏、名和氏、相馬氏ら地方豪族に帰依された。また中国で昊天上帝と馬歩神が冬至に祭られたことから日本では守護神、軍神の他に馬の神としても尊崇された。
江戸後期に幕府が編集した地誌「新編武蔵風土記稿」によれば、貞治元年（1362年）に旧江戸川の妙見島（江戸川区東葛西3丁目）にあった妙見堂に千葉氏尊崇の妙見菩薩像を祀り、その後、小松川を経て一之江の妙覚寺に妙見像を移したとされるが、現存はしていない。現在の妙見堂は昭和期、妙覚寺34世・日真の代に建立、妙覚寺では年中行事として12月22日の冬至の日に「妙見さまの星まつり」を行っている。
妙見菩薩は北辰菩薩とも称するが、北辰の名は幕末の剣豪・千葉周作が創始した剣術の流派「北辰一刀流」にもみられる。北辰一刀流は坂本龍馬が学んだことでも知られる。

## 第六天堂
一之江三丁目に妙覚寺の飛地があり第六天堂が建つ。応安元年（1368年）に妙覚寺2世・日典が中山法華経寺3世・日祐を招いて第六天を勧請したとされ、妙覚寺所蔵の「妙応第六尊天略縁起」に詳しく記されている。
仏教の宇宙論には人々がいる迷い世界を欲界、色界、無色界の3種に分けた三界があり、第六天とは欲界の6つの天の頂上・他化自在天のことで、そこには第六天の魔王・天魔破旬がいるとされる。天魔は人々の仏道を妨げ悪業をなさしめるという。日蓮は末法救済の本尊として大曼荼羅を著し、題目「南無妙法蓮華経」の文字を中心に仏や菩薩などの名を連ねたが、その中に第六天魔王の名も記した。日蓮は曼荼羅に第六天魔王を含む九界の主の名を連ねて九界が皆等しく成仏する浄土を著わしたとされ、法華経に帰依することで第六天魔王でさえも仏に成るという。
第六天は戦国武将・織田信長が自らを第六天魔王と称したことでも知られる。

## 文化財

### 紙本墨書大曼荼羅 2幅（日祐筆・日全筆）
1984年（昭和59年）に2幅の「紙本墨書大曼荼羅」が江戸川区の有形文化財・歴史資料に登録された。1幅は中山法華経寺3世・日祐から妙覚寺2世・日典に授けられたとする応安元年（1368年）の墨書曼荼羅、もう1幅は妙覚寺開祖・日全から弟子に授けられた嘉暦2年（1327年）の墨書曼荼羅である。

### 第六天の石造道標
1983年（昭和58年）一之江三丁目の第六天堂にある「第六天の石造道標」が江戸川区の有形文化財・歴史資料に登録された。これは文政9年（1826年）に建てた角柱型の道標で、もとは現在の環状7号線（旧行徳道中井堀橋）と今井街道が交差する付近にあった。道標の正面には第六天堂への道筋を示す文字「妙応第六天道、是ヨリ左リ」が刻まれている。
一之江六丁目の妙覚寺には寺宝として中山法華経寺2世・日高が著したとする第六天に関する消息断片が所蔵されている。また第六天堂には樹齢500年以上のエノキがあり江戸川区の天然記念物だったが、現存しない。

## 交通アクセス
- 一之江駅より徒歩10分（経路案内）。

## 一之江保育園
一之江保育園は1952年（昭和27年）に妙覚寺34世・日真が開設、宗教法人妙覚寺の経営による東京都公認の児童福祉施設である。

## 近隣の日蓮宗寺院
- 長勝寺（江戸川区一之江6丁目）妙覚寺の塔頭だったが天正11年（1583年）に妙覚寺9世・日住の弟子、日信が開山した[1]。
- 感應寺（江戸川区一之江7丁目）真言宗の寺院だったが正応元年（1288年）に妙覚寺の開祖・日全が師事した身延山久遠寺3世・日進が日蓮宗に改宗した[2]。